# Malapatan
Malapatan est une localité de la province de Sarangani, aux Philippines. En 2015, elle compte 76 914 habitants.